# Kieran Halpin

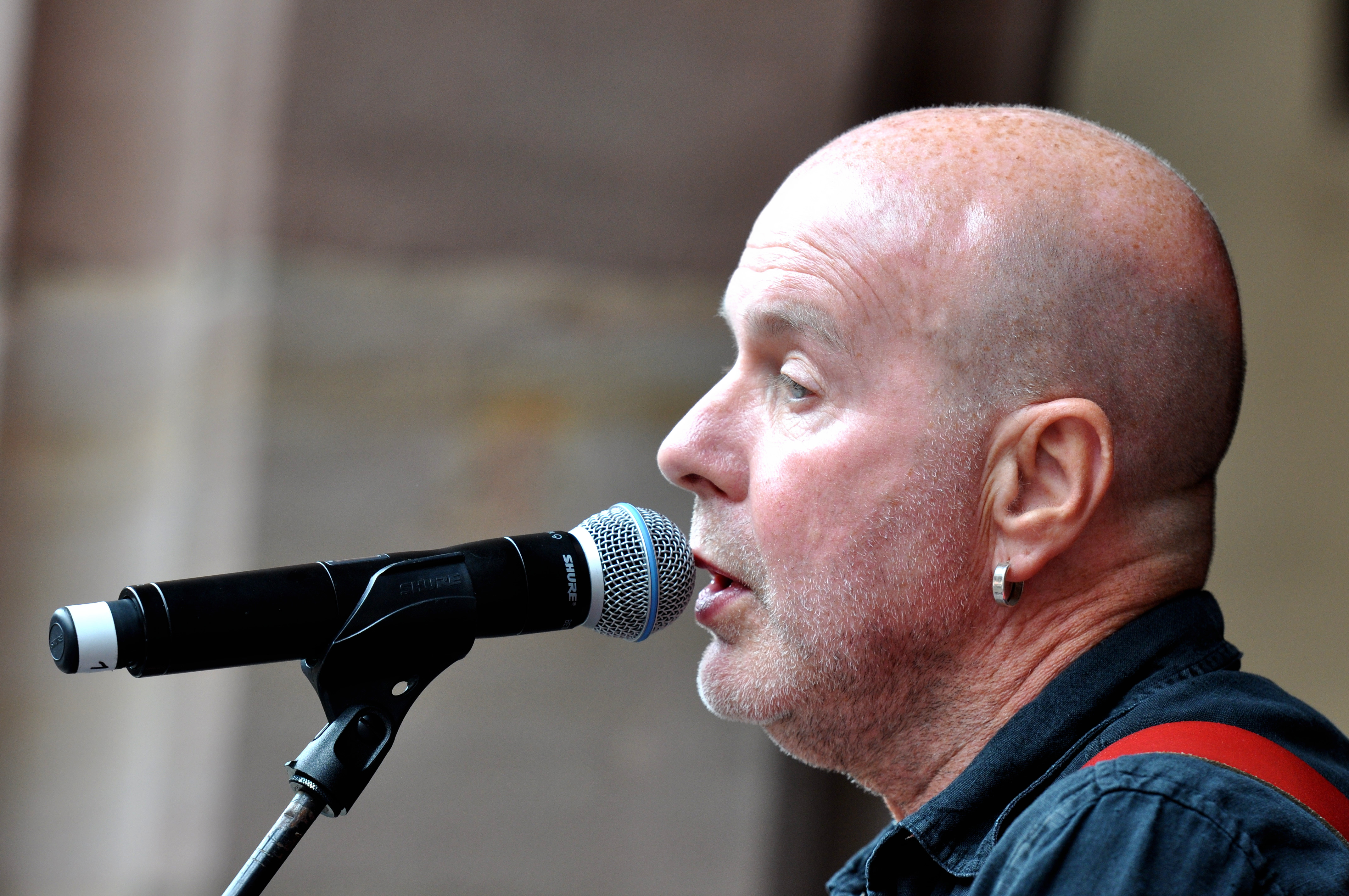
Kieran Halpin 2015 bij het 'Bardentreffen' festival in Neurenberg

Kieran Halpin (Drogheda (County Louth), 4 juni 1955 - Duitsland, 5 oktober 2020) was een Ierse gitarist en songwriter.
Hij groeide op in Collon en was op school in Tullyallen. Zijn eerste gitaar was een Spaanse gitaar met nylon snaren. Na het verlaten van school op 18-jarige leeftijd ging Kieran on the road naar Dublin. Hij ging daar op straat spelen en bezocht clubs waar hij bekende muzikanten zoals Christy Moore, Paul Brady, Andy Irvine tegenkwam. Kieran vormde een duo met Pat Armstrong Stained Glass Window - voor hij met Paul Ward (nu Father Ward) won op The Letterkenny Song Festival in 1974. In 1975 ging Kieran naar Leeds, in West Yorkshire Engeland, waar hij kennismaakte met muzikanten zoals Gordon Tyrell en Jon Strong.

## Tours
In de jaren '75 - '78 woonde Kieran in Amsterdam, en ging op toer met Jon in het Groot-Brittannië, Ierland, Denemarken en Noorwegen, Nederland en Duitsland (de laatste twee landen in 1976). (Liederen geschreven: Port of Call in Oslo, The Naked Mannequin in Kopenhagen, Mid Air in Korfoe, Friend for Awhile in Duitsland, Love Takes You in Ierland en Believing in Amsterdam.)
Aan het eind van 1978 trok Kieran op met Geordie violist en zanger Tom McConville, die allang bekend was in de Britse folk wereld. Kieran toerde vier jaar met Tom door Europa, maar maakte ook een toer in Canada.
Eind 1982 gingen Tom en Kieran uit elkaar en keerde Kieran terug naar Dublin. In de daaropvolgende tien jaar produceerde Kieran zes albums. Gedurende die tijd toerde hij met zijn band Kieran Halpin and the Guest List, met onder andere de volgende leden: Manus Lunny (bouzouki/zang van Capercaille), Maartin Allcock (fretloze bass/zang - later bij Fairport Convention en Jethro Tull).
In 1993 verhuisde Kieran naar Edinburgh, Schotland waar hij nog altijd woont. Vanaf 1995 werden door Kieran nog negen albums op de markt gebracht.
In 1999 toerde Kieran in Groot-Brittannië, Duitsland, Denemarken, Nederland, Oostenrijk en Ierland.
In 2007 toerde hij door Duitsland en solo door Ierland, waarna hij eind 2007 voor 12 maanden naar Australië vertrok.

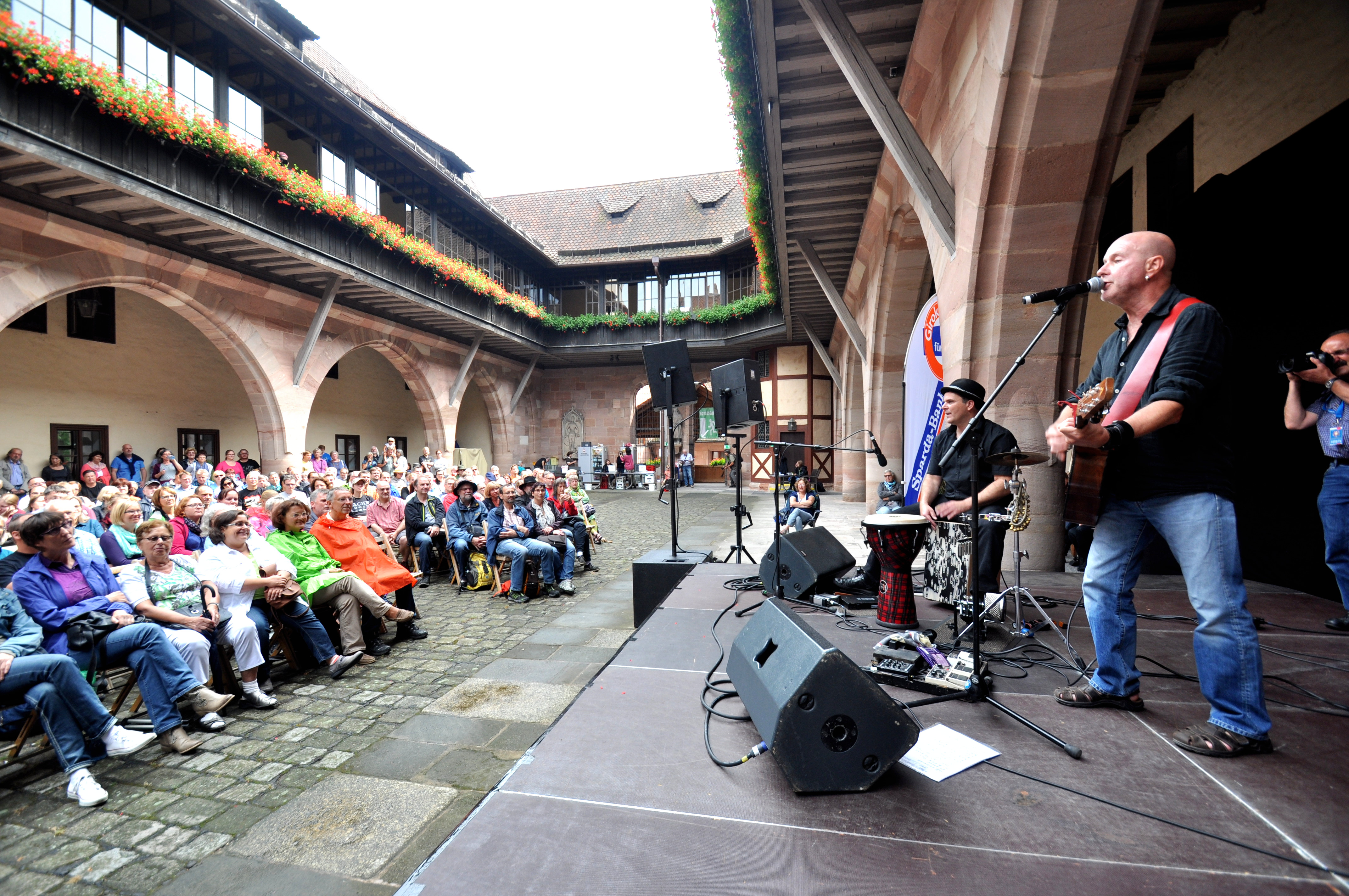
Halpin met percussionist Yogi Jockusch 2015 bij het 'Bardentreffen' festival in Neurenberg

Kieran weet zijn teksten te koppelen aan zijn melodieën en aan zijn eigen krachtige, akoestische gitaarsound. Veel van zijn songs werden gebruikt door onder andere Dolores Keane, John Wright, Vin Garbutt, Liz Meyer en Ilse de Lange. Zijn muziek en performance doet denken aan die van Van Morrison, Joni Mitchell, Paul Brady en John Martyn.
Vanaf 2019 ging hij in Duitsland wonen en optreden, hij overleed daar plotseling op 65-jarige leeftijd.

## Discografie
- 1979 Port of Call - met Tom McConville
- 1981 The Streets of Everywhere - met Tom McConville
- 1983 The Man who Lives in Bottles - eerste solo-album
- 1985 Live and Kicking  -  Maartin Allcock op bas
- 1989 Crystal Ball Gazing
- 1991 Mission Street - met Davy Spillane op uilleann pipes
- 1992 Akoustic - met Jimmy Faulkner op gitaar
- 1993 The Rite Hand
- 1995 Glory Dayz - met Chris Jones op gitaar
- 1997 Closing Time in Paradise - duo album met schrijver/pianist Anth. Kaley
- 1998 Solo
- 2000 Jangle
- 2001 Back Smiling Again
- 2001 Moving Air - met gitarist Chris Jones
- 2003 Bootleg
- 2004 The Roundtower Sessions
- 2005 A Box of Words and Tunes - met Maartin Allcock
- 2024  Live in Holland part I (recorded in 1997 with Chris Jones)  StrictlyCountryRecords.com
- 2024  Live in Holland part II (recorded in 1997 with Chris Jones)  StrictlyCountryRecords.com